# Головина, Раиса Семёновна

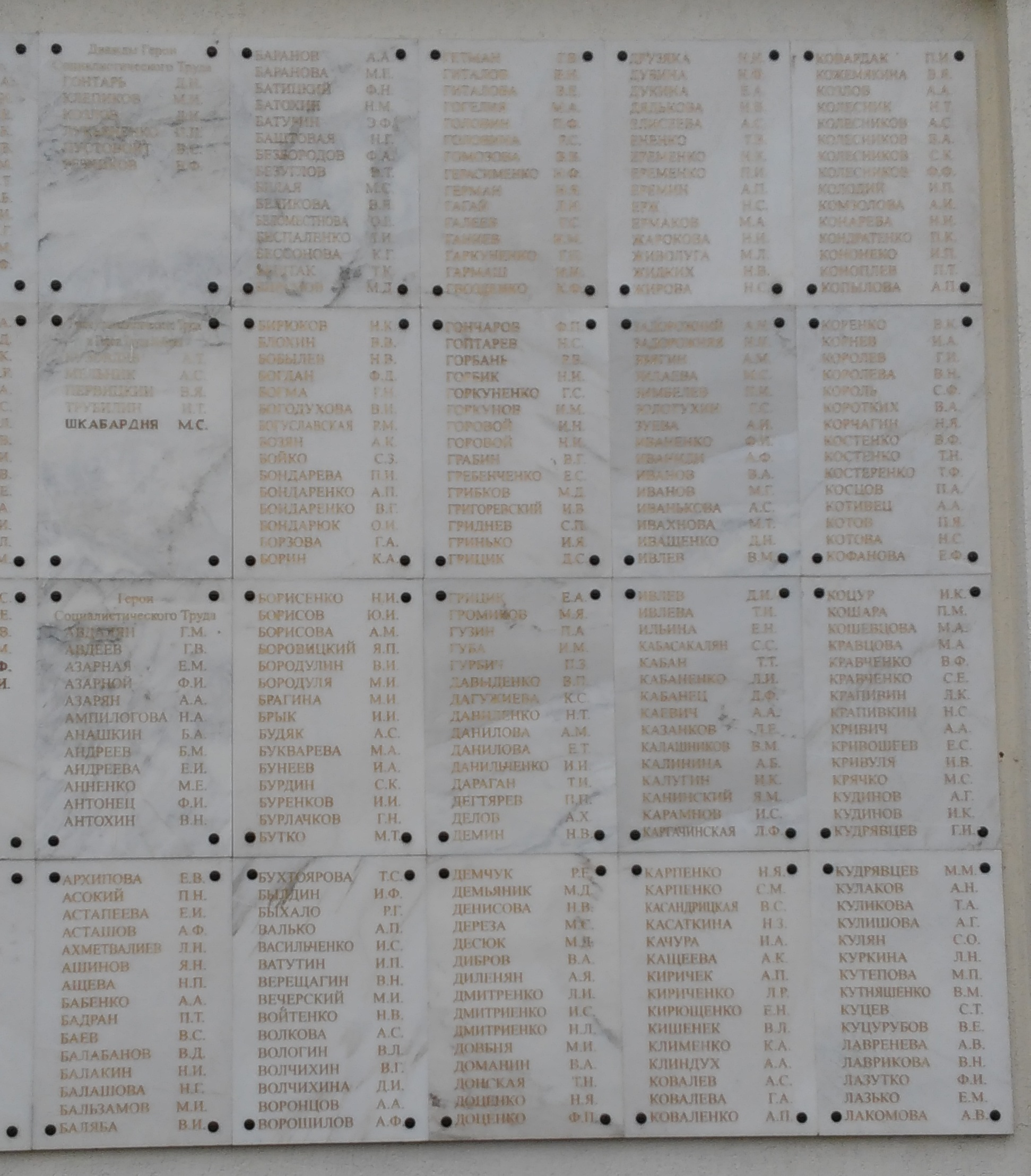
Мемориальная доска с именами Героев Социалистического Труда Кубани и Адыгеи. Краснодар 2017

Раи́са Семёновна Головина́ (1904—?) — звеньевая семеноводческого совхоза «Кубань» Министерства совхозов СССР, Гулькевичский район Краснодарского края. Герой Социалистического Труда (1948).

## Биография
Родилась в 1904 году на территории современной Волгоградской области. Русская..
В период массового голода в Поволжье в 1921 году старший брат привёз её на Кубань, где первоначально она работала в семеноводческом хозяйстве «Кубгоссемкультура».
После образования в декабре 1933 года семеноводческого совхоза «Кубань» Раиса Семёновна продолжила трудиться в полеводческой бригаде семеноводческого совхоза «Кубань» Гулькевичского района. В 1943 году звено Р. С. Головиной получило урожай овса по 20 центнеров с гектара на площади 97 гектаров.
По итогам работы в 1947 году звено Раисы Головиной на площади 30 гектаров получило с каждого гектара урожай пшеницы 31,2 центнера семенного зерна, которое позже засевалось большинством хозяйств Краснодарского края.
Указом Президиума Верховного Совета СССР от 6 апреля 1948 года за получение высоких урожаев пшеницы при выполнении совхозами плана сдачи государству сельскохозяйственных продуктов в 1947 году и обеспеченности семенами всех культур в размере полной потребности для весеннего сева 1948 года звеньевой семеноводческого совхоза «Кубань» Министерства совхозов СССР Головиной Раисе Семёновне присвоено звание Героя Социалистического Труда с вручением ордена Ленина и золотой медали «Серп и Молот».
Была неоднократной участницей ВСХВ и ВДНХ, и в последующие годы её звено добивалось высоких показателей в социалистическом соревновании продолжало получать отличные урожаи.

## Награды
- Медаль «Серп и Молот» (06.04.1948);
- Орден Ленина (06.04.1948).
- Медаль «За трудовую доблесть»
- Медаль «В ознаменование 100-летия со дня рождения Владимира Ильича Ленина» (6 апреля 1970)
- Медаль «Ветеран труда»
- медалями ВСХВ и ВДНХ

- и другими
- Отмечена грамотами и дипломами.

## Память
- На могиле установлен надгробный памятник.
- Имя Героя золотыми буквами вписано на мемориальной доске в Краснодаре.
- В 2012 году открыта «Аллея Славы» у дворца культуры поселка Кубань с портретом Героя совхоза.